# Lars Peter Wadsten
Lars Peter Wadsten, född 21 juli 1765 i Gärdslösa församling, Kalmar län, död 15 december 1845 i Långlöts församling, Kalmar län, var en svensk målare och bildhuggare.

## Biografi
Lars Peter Wadsten var son till Anders Georg Wadsten och Maria Catharina Schalin. Det finns få bevarade uppgifter om hans liv, man vet att han var verksam som dekorationsmålare och utförde olika målningsuppdrag i flera öländska kyrkor. Med säkerhet vet man att han var sin far behjälplig vid arbeten vid Persnäs kyrka 1783 eftersom han har signerat arbetet med en inskrift på innersidan över ingången till predikstolen. Enligt en inskrift på en vinkanna i Långlöts kyrka var han ålderman i kyrkans socken 1808.